# Kévin Zohi
Kévin Lucien Zohi (ur. 19 grudnia 1996 w Lopou) – malijski piłkarz iworyjskiego pochodzenia grający na pozycji napastnika.

## Kariera juniorska
Zohi w karierze juniorskiej występował w klubach JMG Academy Abidjan (2010–2015, 2016) i AS Real Bamako (2015–2016). 

## Kariera seniorska

### RC Strasbourg B
Zohi zadebiutował w drugiej drużynie RC Strasbourg 15 lutego 2017 roku w meczu z AS Prix-lès-Mézières (wyg. 1:0), zdobywając też swoją pierwszą bramkę. Łącznie dla tego zespołu rozegrał on 30 meczów, strzelając 16 goli.

### RC Strasbourg
Zohi zaliczył debiut dla RC Strasbourg 23 lutego 2018 w zremisowanym 0:0 spotkaniu przeciwko Montpellier HSC. Pierwszego gola piłkarz ten strzelił 27 października 2018 w meczu z En Avant Guingamp (1:1). Ostatecznie w barwach RC Strasbourg Malijczyk wystąpił 77 razy, zdobywając 10 bramek.

### FC Vizela
Zohi przeszedł do FC Vizeli 23 lipca 2021. Zadebiutował on dla tego klubu 6 sierpnia 2021 w meczu z Sportingiem CP (przeg. 3:0).

## Kariera reprezentacyjna

### Mali
Zohi w reprezentacji Mali zadebiutował 9 października 2020 roku w meczu z Ghaną (wyg. 3:0). Zagrał 83 minuty.
| Mecze i gole w reprezentacji | Mecze i gole w reprezentacji | Mecze i gole w reprezentacji | Mecze i gole w reprezentacji | Mecze i gole w reprezentacji | Mecze i gole w reprezentacji | Mecze i gole w reprezentacji | Mecze i gole w reprezentacji |
| Mali                         | Mali                         | Mali                         | Mali                         | Mali                         | Mali                         | Mali                         | Mali                         |
| Lp.                          | Data                         | Miejsce                      | Gospodarz                    | Gość                         | Wynik                        | Gol                          | Rozgrywki                    |
| ---------------------------- | ---------------------------- | ---------------------------- | ---------------------------- | ---------------------------- | ---------------------------- | ---------------------------- | ---------------------------- |
| 1.                           | 09.10.2021                   | Manavgat                     | Ghana                        | Mali                         | 0:3                          |                              | Mecz towarzyski              |

## Sukcesy
Sukcesy w karierze klubowej:
- Puchar Ligi Francuskiej – 1x, z RC Strasbourg, sezon 2018/2019